# Marion Township (comté de Grundy, Missouri)
Pour les articles homonymes, voir Marion Township.
Marion Township est un township du comté de Grundy dans le Missouri, aux États-Unis,.